# Heinrich Minden (Verleger)
Heinrich Ludwig Franz Wladimir Minden (* 10. Juli 1855 in Königsberg; † 26. Dezember 1913 in Blasewitz) war ein deutscher Verleger. Er brachte seinerzeit moderne realistische und naturalistische Literatur heraus, darunter Erstübersetzungen von Werken Fjodor Dostojewskis und Émile Zolas.

## Leben und Wirken
Heinrich Minden wurde auf dem Rittergut Ziegelhof bei Königsberg geboren, das seinem Vater Carl Heinrich David Minden (* 1816 in Königsberg; † 10. Januar 1888 in Dresden), einem Rittergutsbesitzer jüdischer Herkunft, gehörte. Seine Mutter Minna Susanne Lewald (* 1. April 1821 in Königsberg; 24. März 1891 in Dresden) war eine Schwester der Schriftstellerin Fanny Lewald.
Zunächst lernte Heinrich Minden bei einer Bank. 1880 gründete er in Dresden einen Buchverlag. Minden legte seinen Schwerpunkt auf moderne Literatur und förderte junge Schriftsteller. Er verlegte unter anderem die seinerzeit in Deutschland noch weitgehend unbekannten russischen Schriftsteller Leo Tolstoi und Fjodor Dostojewski, Bücher seiner Tante Fanny Lewald und von Ossip Schubin, Romane von Alphonse Daudet sowie in erster deutscher Übersetzung die Werke des Naturalisten Emile Zola.
Minden wird als politisch teils demokratisch, teils monarchistisch gesinnt beschrieben. Zu seinen Autoren gehörten auch der Sozialdemokrat Wilhelm Blos und der kommunistische Anarchist Gustav Landauer mit seinem Erstlingsroman.
Minden war als Kunst- und Autographensammler bekannt. 
1886 heiratete er Julie Constanze Lobe, eine Tochter des Theaterleiters Theodor Lobe. Mit ihr hatte er eine Tochter und zwei Söhne. Sein Sohn Heinrich Constantin Minden (* 3. Januar 1887 in Dresden; † 1957) führte nach Mindens Tod den Verlag in Dresden weiter.

## Schriften
- Etablierung eines Verlagsgeschäfts mit vorwiegend belletristischer Richtung. Kommission. L. Staackmann in Leipzig., Dresden-Altstadt 1880.
- Der Marquis von Robillard. Lustspiel. Internationaler Verl. u. Vertrieb dramat. u. dramat.-musikal. Werke, Berlin 1889.

## Im Verlag Heinrich Minden erschienene Werke (Auswahl)
- Alphonse Daudet: Der Nabob. Autorisierte Übersetzung mit dem Portrait Alphonse Daudet's. Heinrich Minden, Dresden und Leipzig 1881.
- Karl Emil Franzos: Stille Geschichten. Heinrich Minden, Dresden 1881.
- Heinrich Landesmann: Ausserhalb der Gesellschaft. Roman in 2 Büchern. Heinrich Minden, Dresden und Leipzig 1881.
- Hans Hopfen: Die Einsame. Zwei Novellen in einer. Zweiter Band. Verlag von Heinrich Minden, Dresden, Leipzig 1882.
- Hieronymus Lorm: Ein Kind des Meeres. Roman. Minden, Dresden, Leipzig 1882.
- Fritz Mauthner: Der neue Ahasver. Roman aus Jung-Berlin. 2. Auflage. Heinrich Minden, Dresden 1882.
- Ludwig Anzengruber: Die Kameradin. Eine Erzählung von Ludwig Anzengruber. Heinrich Minden, Dresden u. Leipzig 1883.
- Alphonse Daudet: Die Evangelistin. Pariser Roman von Alphonse Daudet. Heinrich Minden, Dresden u. Leipzig 1883.
- Hieronymus Lorm: Vor dem Attentat. Roman. Minden, Dresden 1884.
- Émile Zola: Germinal. Socialer Roman. Verlag von Heinrich Minden, Dresden, Leipzig 1885.
- Fedor Michajlovič Dostoevskij: Aus dem todten Hause. Denkwürdigkeiten eines nach Sibirien Verbannten; frei nach d. Russ. Heinrich Minden, Dresden und Leipzig 1886.
- Émile Zola: Aus der Werkstatt der Kunst. Roman. Minden, Dresden, Leipzig 1886.
- Fedor Michajlovič Dostoevskij: Arme Leute. Roman von Theodor Dostojewski [Fedor Michajlovič Dostoevskij]. Aus d. Russ. von A. L. [= L. Albert] Hauff. Minden, Dresden & Leipzig 1887.
- Lev Nikolaevič Tolstoj: Sewastopol. Skizzen aus der Vertheidigung Sewastopols. Heinrich Minden, Leipzig 1887.
- Fedor Michajlovič Dostoevskij: Die Besessenen. 2. Auflage. Minden, Dresden, Leipzig 1888.
- Henrik Bernhard Jæger: Henrik Ibsen, 1828-1888. Ein litterarisches Lebensbild. H. Minden, Dresden 1890.
- Wilhelm von Polenz: Sühne. Roman von Wilhelm von Polenz. Heinrich Minden, Dresden u. Leipzig 1890.
- Wilhelm Blos: Das Ende vom Lied. Sozialer Roman von Wilhelm Blos. Heinrich Minden, Dresden und Leipzig 1892.
- Julius Hirschberg: Beschwerden u. Forderungen der Buchdruckergehilfen. Ein Vorschlag zur Beseitigung der im Buchdruckereigewerbe bestehenden Mißselligkeiten auf Grund eingeholter Gutachten. Verl. v. Heinrich Minden, Dresden, Leipzig 1892.
- Adele Osterloh: Der blonde Adjutant. Keine Soldatengeschichte von [Adele] Osterloh. Heinrich Minden, Dresden und Leipzig 1893.
- Evgenij Andreevič Graf Salias: Fürstin Pauline. Roman aus d. Zeit d. Leibeigenschaft von Graf E[vgenij] A[ndreevič] Salias. Autor. Uebers. von Dr. Heinrich Ruhe. Minden, Dresden & Leipzig 1893.
- Émile Zola: Das Werk. Roman. 4. Auflage. Minden, Dresden, Leipzig 1895.
- Louis Couperus: Weltfrieden. Roman. Heinrich Minden, Dresden [etc.] 1895.
- Louis Couperus: Majestät. Roman. Minden, Dresden & Leipzig 1895.
- Ossip Schubin: Con fiocchi! Roman. 3. Auflage. Heinrich Minden, Dresden 1897.
- Fedor Michajlovič Dostoevskij: Krotkaja. Eine phantastische Erzählung. Heinrich Minden, Dresden um 1900.
- L. Melschin: Im Reiche der Ausgestossenen. Aus d. Memoiren d. sibir. Sträflings. Minden, Dresden, Leipzig 1901.
- Louis Couperus: Stille Kraft. Roman. Minden, Dresden 1902.
- Gyp: Baron Sinai. Roman. 2. Auflage. Heinrich Minden, Dresden 1903.
- Wolf von Baudissin: Oberleutnant Kramer. Roman. Verlag von Heinrich Minden, Dresden, Leipzig 1906.
- Hans Herbert Ulrich: Blutsbrüder. Kadettengeschichten. Verlag von Heinrich Minden, Dresden, Leipzig 1909.
- Felix Schweighofer: Mein Wanderleben. H. Minden, Dresden, Leipzig 1912.